# Les Amants traqués
Les Amants traqués (titre original : Kiss the Blood Off My Hands) est un film américain, réalisé par Norman Foster, sorti sur les écrans en 1948.

## Fiche technique
- Titre : Les Amants traqués
- Titre original : Kiss the Blood Off My Hands
- Réalisation : Norman Foster
- Scénario et adaptation : Leonardo Bercovici, Walter Bernstein et Ben Maddow d'après le roman de Gerald Butler
- Dialogues : Hugh Gray
- Photographie : Russell Metty
- Premier assistant opérateur (non crédité) : Philip H. Lathrop
- Montage : Milton Carruth
- Musique : Miklós Rózsa
- Direction artistique :  Bernard Herzbrun et Nathan Juran
- Producteur : Richard Vernon
- Producteur associé : Norman Deming
- Producteur exécutif : Harold Hecht
- Société de production : Norma Productions
- Société de distribution : Universal Pictures
- Pays d'origine :  États-Unis
- Langue originale : anglais
- Format : noir et blanc – 35 mm – 1,37:1 – mono (Western Electric Recording)
- Genre : film noir
- Durée : 79 minutes
- Date de sortie :
  -  États-Unis : 30 octobre 1948
  -  France : 21 novembre 1949

## Distribution
- Joan Fontaine : Jane Wharton
- Burt Lancaster : William Earle « Bill » Saunders
- Robert Newton : Harry Carter
- Lewis L. Russell : Tom Widgery
- Aminta Dyne : Propriétaire
- Grizelda Harvey : Mme Paton
- Jay Novello : Capitaine du Pelicano
- Colin Keith-Johnston : Juge
- Reginald Sheffield : Superintendant
- Campbell Copelin : Patron de bistrot
- Leyland Hodgson : Pronostiqueur
- Peter Forbes : Le jeune père

Acteurs non crédités
- Harry Allen : Un ivrogne
- Jimmy Aubrey : Le chauffeur de taxi
- John George : Le nain
- Harold Goodwin : Whipper